# Pseudautomeris coronoides
Pseudautomeris coronoides är en fjärilsart som beskrevs av Eugène Louis Bouvier 1936. Pseudautomeris coronoides ingår i släktet Pseudautomeris och familjen påfågelsspinnare. Inga underarter finns listade i Catalogue of Life.